# Kleptochthonius crosbyi
Kleptochthonius crosbyi es una especie de arácnido  del orden Pseudoscorpionida de la familia Chthoniidae.

## Distribución geográfica
Se encuentra en Kentucky y Carolina del Norte en los  (Estados Unidos).